# Diplonemea
Diplonemea је мала група слободноживећих бичара (протиста), који настањују површинске области мора, а који могу бити и факултативни паразити бескичмењака. Обухвата два рода — Diplonema и Rhynchopus. Неке врсте рода  паразитирају на дијатомејама или јастозима, док поједине врсте рода  паразитирају шкољке.

## Карактеристике грађе
Облик тела код припадника ове групе је променљив, са израженом метаболијом. Животни циклус обухвата две фазе: трофичку и дисперзивну. У трофичкој фази, организми се хетеротрофно хране, бичеви су кратки и не поседују параксонемалне штапиће (што је главна апоморфна карактеристика групе). У ћелији постоји само једна митохондрија велике запремине, која заузима периферан положај. У њој не постоје структуре налик кинетопласту, а кристе су ламеларног типа.